# Как достать соседа 4: На отдыхе
«Как достать соседа 4: На отдыхе» — компьютерная игра-аркада схожая по геймплею и стилистике с официальными играми «Как достать соседа». Игра является продолжением игры «Как достать соседа 3: В офисе», которая в свою очередь является неофициальным продолжением двух первых официальных игр.

## Игровой процесс
Игровой процесс игры в точности копирует геймплей двух официальных игр из серии «Как достать соседа». В игре присутствует 15 эпизодов, первый из которых, позволяет игроку научиться тонкостям игры. События всех эпизодов происходят на даче у безымянного старого соседа, куда приезжает Вадя, чтобы продолжить пакостить ему.
В каждом эпизоде игроку, управляя действиями Вади с помощью левой кнопки мыши нужно прогуливаться по природе и ближайшему домику, следить за тем, куда идёт сосед и что он будет делать, а потом находить в разных местах полезные предметы, причём среди этих предметов есть как уникальные, встречающиеся только в одной серии, так и те, что доступны игроку в нескольких сериях. В игре также присутствует собака по имени Фунтик, с которой также можно взаимодействовать, чтобы и она напакостила сосед, поскольку сосед иногда издевается над ней. Также в игре имеются предметы, которые подобрать нельзя, но тоже можно использовать для пакостей.
В игре у игрока всего одна жизнь, как и в предыдущей части игры. Если сосед увидит Вадю, то он нападёт на него и начнёт избивать, после чего игра будет проиграна и придётся проходить эпизод сначала.

## Краткий сюжет
Сосед захотел уехать на отдых на базу отдыха, но главный герой игры Вадя решил не оставлять пожилого злодея в покое. Он преследует его и продолжает устраивать ему пакости во время отдыха.

## Разработка и выпуск
Игра поступила в продажу в странах СНГ 26 октября 2007 года. Потом игра выходила в других странах всего мира, но уже под другим названием «Pranksterz: No Rest for the Wicked» (досл. с англ. — «Пранкстерз: Нет покоя нечестивцам»).

## Оценки
| Иноязычные издания    | Иноязычные издания |
| Издание               | Оценка             |
| --------------------- | ------------------ |
| IGN                   | 3/10               |
| Русскоязычные издания |                    |
| Издание               | Оценка             |
| Absolute Games        | 45/100             |

Игра получила негативные оценки. Oma с сайта AG.ru поставил игре всего 45 из 100. В рецензии отмечались банальные шутки и то, что данная игра по сравнению с предыдущей игрой стала глупее.
Игру также критиковали и на западе. «IGN» поставил игре 3 из 10.